# Migdolus exul
Migdolus exul is een keversoort uit de familie Vesperidae. De wetenschappelijke naam van de soort werd voor het eerst geldig gepubliceerd in 1915 door Auguste Lameere.